# Dragomir Tadić
Dragomir Tadić (v srbské cyrilici Драгомир Тадић) byl srbský doktor věd architektury a univerzitní profesor.
Narodil se v roce 1893. Studoval architekturu v Drážďanech. Na začátku první světové války nastoupil do srbské armády a účastnil se stažení srbského vojska na Korfu v roce 1915 až 1916 jako kaplan.
Po skončení konfliktu odešel do Turína, kde pokračoval ve svých studiích a získal doktorát. Poté se vrátil do Království Srbů, Chorvatů a Slovinců a nakonec se stal profesorem Školy architektury (Architektonska škola), která byla založena v roce 1924. Měl projektovat královský palác v Miločeru, ale nakonec byl pro práci vybrán jiný architekt. Sám se podílel nicméně na rekonstrukci Starého paláce v centru Bělehradu. Tadić vyprojektoval celkem 151 kostelů, včetně kostela na Voždovaci v Bělehradě. Navrhl také portál botanické zahrady Jevremovac v Bělehradě. Za druhé světové války padl jako příslušník jugoslávské armády do německého zajetí. Později uprchl do Velké Británie. Po skončení války odmítl vstup do Svazu komunistů Jugoslávie a dál se věnoval projektům obnovy různých církevních staveb.